# Бегуње на Горењскем
Бегуње на Горењскем (словен. Begunje na Gorenjskem) је село у општини Радовљица, која припада Горењској регији у Републици Словенији.

## Становништво
По попису становништва из 2011. године, Бегуње на Горењскем имало је 988 становника.

## Замак Каценштајн
У центру села налази се замак Каценштајн из 15. века (обновљен у 17. веку). У замку се 1491. родио војсковођа Ханс Кацијанер, а током 20. века коришћен је као женски затвор (1918—1941) и штаб Гестапоа (1941—1945). Данас се користи као психијатријска болница, док је део претворен у музеј.

## Замак Камен
Рушевине замка Камен из 12. века налазе се изван села. Први пут замак се помиње 1185, 1418. прешао је у власништво грофова Цељских, а 1456. наследили су га Хабзбурзи.

## Галерија
- Замак Каценштајн 2007.
- Замак Камен, гравура из 1689
- Замак Камен 2007.